# 1800
1800（千八百、一八〇〇、せんはっぴゃく）は、自然数および整数において、1799の次で1801の前の数である。

## 性質
- 1800は合成数であり、約数は1, 2, 3, 4, 5, 6, 8, 9, 10, 12, 15, 18, 20, 24, 25, 30, 36, 40, 45, 50, 60, 72, 75, 90, 100, 120, 150, 180, 200, 225, 300, 360, 450, 600, 900, 1800である。
  - 約数の和は6045。
  - 約数の和が奇数になる72番目の数である。1つ前は1764、次は1849。
  - 約数を36個もつ3番目の数である。1つ前は1440、次は1980。
- 7以外の1から10までの全ての自然数と、25（= 52）で割り切れる最小の数である。
- 1桁数8個を約数に持つ11番目の数である。1つ手前は1680、次は2016。
- 20番目のアキレス数である。1つ前は1568、次は1944。
- 15番目の五角錐数である。1つ前は1470、次は2176。
- 1800 = 23 + 43 + 63 + 83 + 103
  - 5連続偶数の立方和で表せる最小の数である。次は3520。
  - n = 2 のときの n3 + (n + 2)3 + (n + 4)3 + (n + 6)3 + (n + 8)3 の値とみたとき1つ前は1225、次は4725。
- 1800 = 03 +23 + 43 + 63 + 83 + 103
  - 6連続偶数の立方和で表せる最小の数である。1つ前は792、ただし負の数を除くと最小、次は3528。
  - n = 0 のときの n3 + (n + 2)3 + (n + 4)3 + (n + 6)3 + (n + 8)3 + (n + 10)3 の値とみたとき1つ前は1224、次は2556。
- 372番目のハーシャッド数である。1つ前は1785、次は1810。
  - 9を基とする100番目のハーシャッド数である。1つ前は1710、次は2007。
- 1080 = 23 + 43 + 123
  - 異なる3つの正の数の立方数の和1通りで表せる126番目の数である。1つ前は1799、次は1819。(オンライン整数列大辞典の数列 A025399)
- 1800 = 23 × 32 × 52
  - 3つの異なる素因数の積で p3 × q2 × r2 の形で表せる最小の数である。次は2700。(オンライン整数列大辞典の数列 A179695)
  - 1800 = 2 × 302
    - n = 30 のときの 2n2 の値とみたとき1つ前は1682、次は1922。(オンライン整数列大辞典の数列 A001105)
- 1800 = 180 × 10
  - 1800°= 10π (rad)。1つ前の9πは1620°、次の11πは1980°。
  - 十二角形の内角の和は1800°である。1つ前の十一角形は1620°、次の十三角形は1980°。
- 1800 = 360 × 5
  - 5周分の角度は1800°である。1つ前の4周は1440°、次の6周は2160°。
- 1800 = (1 + 2 + 3 + 4 + 5) × (1 × 2 × 3 × 4 × 5) 。この形の1つ前は240、次は15120。(オンライン整数列大辞典の数列 A001286)
- 1800 = 432 − 49
  - n = 43 のときの n2 − 49 の値とみたとき1つ前は1715、次は1887。(オンライン整数列大辞典の数列 A098848)
- 1800 = 452 − 225
  - n = 45 のときの n2 − 152 の値とみたとき1つ前は1711、次は1891。(オンライン整数列大辞典の数列 A132772)
- 約数の和が1800になる数は9個ある。(696, 760, 894, 1102, 1198, 1347, 1639, 1691, 1711) 約数の和9個で表せる4番目の数である。1つ前は1488、次は1824。

## その他 1800 に関連すること
- 京王1800系電車
- 国鉄タキ1800形貨車
- 国鉄タ1800形貨車
- 大阪電気軌道デワボ1800形電車
- 京阪1800系電車
- 名古屋市交通局1800形電車
- 豊橋鉄道1800系電車 (2代)
- 東武1800系電車
- IBM 1800
- 1800MHz帯
- オースチン・1800
- プラット・アンド・ホイットニー X-1800
- フィアット・1800/2100/2300